# 产前出血
产前出血（Antepartum bleeding）是指在妊娠過程中，孕齡超過20至24週之後，一直到分娩前的陰部出血
产前出血和胎兒體重減輕有關係。若在懷孕16週之前使用乙酰水杨酸以預防妊娠毒血症，似乎也可以預防产前出血。
在治療時，产前出血不論是否有疼痛，均需視為醫療急症，因為产前出血若未處理，有可能造成孕婦或是嬰兒的死亡。

## 分類
出血的量以及是否有因為出血而有循環性休克症狀，這些會決定产前出血的嚴重程度。产前出血可分為四級：
| 分級                            | 出血量                             |
| ------------------------------- | ---------------------------------- |
| 點狀出血（Spotting）            | 有血液污漬，條紋或斑點             |
| 少量出血（Minor Haemorrhage）   | 少於50mL                           |
| 大量出血（Major Haemorrhage）   | 50-1000mL，沒有休克症狀            |
| 嚴重出血（Massive Haemorrhage） | 超過1000mL，可能有或是沒有休克症狀 |